# Trzciana (Natura 2000)
Trzciana (PLH180018) – projektowany specjalny obszar ochrony siedlisk, aktualnie obszar mający znaczenie dla Wspólnoty, obejmujący jedno z pasm Beskidu Dukielskiego, o powierzchni 2285,53 ha. Obszar znajduje się na terenie gminy Dukla w powiecie krośnieńskim, w granicach Obszaru Chronionego Krajobrazu Beskidu Niskiego.
Na terenie obszaru znajduje się rezerwat przyrody Igiełki.
Obszar chroni rozległy kompleks leśny wykorzystywany jako teren żerowiskowy przez kolonie rozrodcze podkowca małego Rhinolophus hipposideros i nocka dużego Myotis myotis zamieszkujące strych murowanej kaplicy Pustelni św. Jana z Dukli. Występuje tu dodatkowo pięć typów siedlisk z załącznika I  dyrektywy siedliskowej:
- żyzna buczyna karpacka Dentario glandulosae-Fagetum
- kwaśna buczyna górska Luzulo luzuloidis-Fagetum
- grąd Tilio-Carpinetum
- las łęgowy ze związku Alno-Ulmion
- jaskinie nieudostępnione do zwiedzania